# Lindor
Lindor è una pralina prodotta dalla azienda svizzera Lindt & Sprüngli. Lindor è una pralina caratterizzata da un guscio di cioccolato Lindt che racchiude un ripieno morbido. La ricetta più nota è Lindor Latte, riconoscibile dall'incarto rosso che contraddistingue il prodotto fin dalla sua nascita.
La ricetta Lindor nasce nel 1949 a Zurigo. Oltre alle tavolette da 100g e alle praline, Lindor è disponibile anche in formato snack da 38g (nei gusti latte e fondente 60%).
Nel 2017 nasce Lindor 70% cacao, una versione extra fondente.

## Gusti Lindor
Sul mercato italiano sono disponibili 21 gusti Lindor, ognuno caratterizzato da un incarto dedicato: 
| Colore           | Gusto                         |
| ---------------- | ----------------------------- |
| Rosso            | Cioccolato al latte           |
| Blu              | Cioccolato fondente 45% cacao |
| Nero e Argento   | Cioccolato fondente 60% cacao |
| Nero e Oro       | Cioccolato fondente 70% cacao |
| Giallo Oro       | Cioccolato bianco             |
| Marrone          | Nocciola                      |
| Turchese         | Stracciatella                 |
| Azzurro          | Cuore bianco                  |
| Verde            | Menta                         |
| Arancione        | Latte e Arancia               |
| Rosa Confetto    | Panna e Fragola               |
| Viola            | Mandorla                      |
| Verde Acqua      | Cocco                         |
| Ambra            | Caramello                     |
| Beige            | Cappuccino                    |
| Rosa             | Coccola di crema              |
| Verde Fluo       | Delizia di agrumi             |
| Arancione Chiaro | Mango                         |
| Foglia di Tè     | Caramello salato              |
| Verde Pistacchio | Pistacchio                    |
| Rosso Inglese    | doppio Cioccolato             |

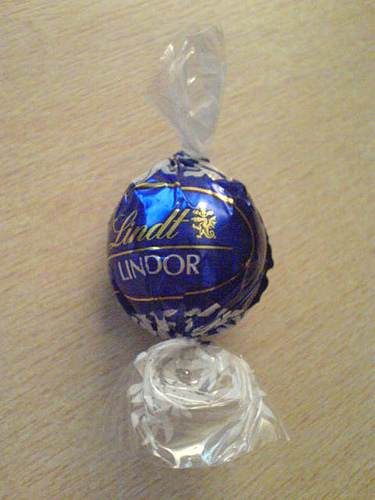
Lindor al cioccolato fondente
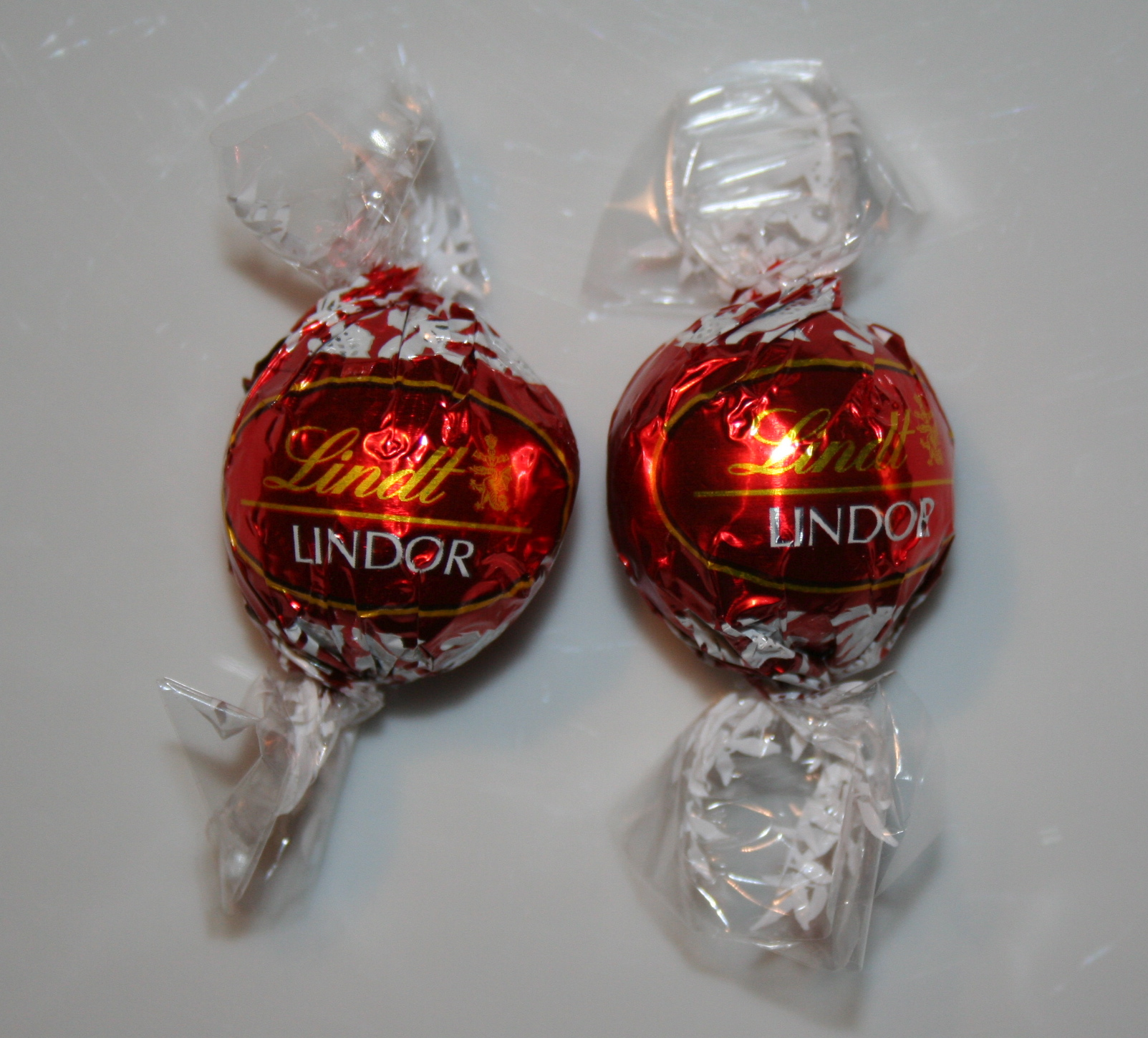
Lindor al cioccolato al latte
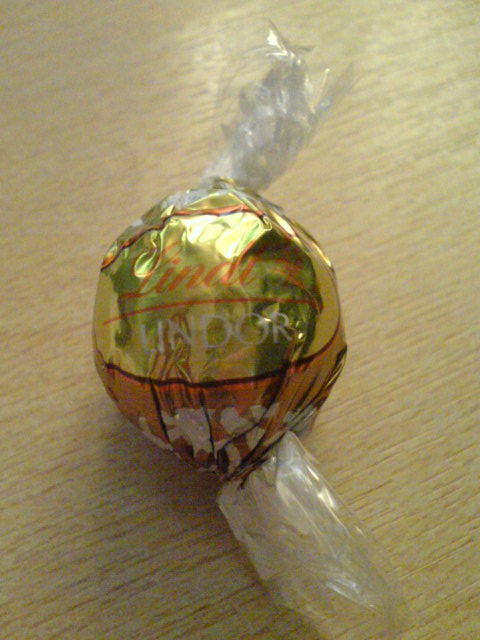
Lindor al cioccolato bianco